# Omosocialità
In sociologia, il termine omosocialità descrive relazioni con lo stesso sesso che non sono romantiche o sessuali, come l'amicizia, il mentoring e altro. All'opposto dell'omosocialità c'è eterosocialità, relazione preferibilmente non sessuale con il sesso opposto. Le relazioni di gruppo che coinvolgono più persone, possono essere sia omosociali che bisociali, e per ovvi motivi mai eterosociali.